# Хотомельское городище
Хотомельское городище — славянское городище на территории Белоруссии (Столинский район, Брестская область), относимое к пражской культуре, которая медленно эволюционировала в лука-райковецкую культуру. Время существования VI—X века.
Городище расположено на берегу реки Горынь к северо-востоку от города Столин, недалеко от деревни Хотомель. Площадка городища (30 на 40 м) окружена кольцевым валом и вторым дугообразным валом и рвом. Городище использовалось в качестве временного убежища, о чём свидетельствует отсутствие культурного слоя в середине площадки. Там же у вала были найдены остатки длинного наземного дома общественного назначения, говорящие, о том, что городище являлось общинным центром.
В городище найдены остатки лепной керамики и наконечник аварской стрелы. Также в верхнем слое найдено серебряное семилучевое височное кольцо (радимичского типа), удила, глиняные пряслица, железное долото, серпы, ножи.
В слоях VII—IX веков были найдены остатки воинских доспехов (панциря ламеллярного типа) — прямоугольные продолговатые железные пластины с отверстиями. Панцирь составлялся из таких пластинок, соединявшихся между собой ремешками или тесьмой.
Подле городища располагалось селище с прямоугольными землянками (6х4м), отапливаемыми глинобитными печами. Обнаружены кости домашних животных: свиней, коров и лошадей.
Исследовано экспедицией Ю. В. Кухаренко.